# Kanak Attack
Kanak Attack ist eine deutsche Literaturverfilmung von Lars Becker aus dem Jahr 2000. Ihre Vorlage ist der Roman Abschaum – Die wahre Geschichte von Ertan Ongun (1997) von Feridun Zaimoğlu.

## Inhalt
Als Episodenfilm angelegt, erzählt Kanak Attack wie seine Vorlage das Leben von Ertan und Kemal, zwei jungen Kielern türkischer Abstammung der zweiten und dritten Generation in einem kriminellen Milieu. Während der Vater Ertans noch einer ehrlichen Arbeit nachgeht, besteht das Leben Ertans und Kemals aus Drogentrips, Drogengeschäften, Geldeintreiben und gelegentlichen bewaffneten Raubüberfällen. Ertan beschreibt sein Leben dabei nicht als „Geschichte“, sondern eher als „Zustand“.
Der Film beginnt mit dem Tode eines Freundes, der als Zuhälter arbeitet und wegen des Streits um eine Rolex von einem zwielichtigen Pfandleiher erschossen wird. Die beiden Prostituierten Sandra und Yonca suchen sich Ertan als neuen Beschützer, der von der Idee aber nicht begeistert ist. Ertan und Kemal geraten daraufhin mit dem Türken Attila, der ein Bordell betreibt, aneinander, der die Prostituierten gerne selber übernehmen möchte.
Ertan und Kemal überfallen im Drogenrausch eine Spielothek und geraten in Polizeigewahrsam. Dort wird Kemal von der Polizei zusammengeschlagen und in die Türkei abgeschoben. Ertan besucht ihn in Istanbul und leiert neue Drogengeschäfte an: Er plant, Drogen von der Türkei nach Deutschland zu schmuggeln. Nach Deutschland zurückgekehrt, eskaliert die Situation zwischen ihm und Attila zusehends. Attila versucht, Ertan zu ermorden, und bei späteren Zusammenstößen töten Attila und dessen Schläger Ertans Freund Mehdi. Ertan und Kemal, der zwischenzeitlich nach Deutschland zurückgekehrt ist, werden wegen Drogenhandels angeklagt, und nachdem Kemal gegen Ertan ausgesagt hat, werden beide zu einer Haftstrafe verurteilt. Yonca, die in Ertan verliebt zu sein scheint, besucht diesen im Gefängnis. Er behandelt sie jedoch abweisend, da sie keine Drogen für ihn schmuggeln will.
Als Kemal und Ertan wieder entlassen werden, leben sie ihr kriminelles Leben weiter. Nach einem nicht sehr lukrativen Raubüberfall auf ein Fast-Food-Restaurant treffen sie wieder auf Attila. Dabei kommt es zum Showdown zwischen Ertan, Kemal und Attila. Kemal wird erschossen – unklar ob versehentlich von Ertan oder Attila –, woraufhin Ertan Attila erschießt. Ertan landet in einer Verhörzelle und spricht mit der Polizei.

## Struktur
Der Film besteht aus 13 Episoden.

## Kritiken
Blickpunkt Film sah in Kanak Attack „modernes und hochaktuelles, packendes und rasantes Kino, das formal an Tom Tykwers Lola rennt erinnert, inhaltlich aber weit mehr an Substanz und Zündstoff zu bieten hat“. An „die vitalen, trashigen US-Blacksploitation-Filme der siebziger Jahre“ erinnert fühlte sich gar der Tagesspiegel und stellte fest: „Auch Minderheiten haben ein Recht auf Kriminalität.“ Der filmdienst sah diesbezüglich hingegen „ein (…) Vorurteile bekräftigendes Bild der (kleinkriminellen) zweiten und dritten türkischen Migranten-Generationen, das auch durch (einen) dramaturgisch geschickt vorangetriebenen Genre-Mix nicht aufgefangen wird.“

## Wirkung
Kanak Attack lief in deutschen Kinos relativ erfolgreich und wurde auch auf Festivals und in weiteren Sprachen gezeigt. Der Film hat, ähnlich wie die frühen Bücher des Autors, die spezielle sprachliche Welt der dargestellten jungen Migranten stärker ins „gesamtdeutsche Bewußtsein gerückt.“
Eine DVD und ein Original Soundtrack sind 2001 erschienen.

### Kanak Attack – Die dritte Türkenbelagerung?
Feridun Zaimoglu erstellte später unter dem Titel Kanak Attack. Die dritte Türkenbelagerung auch ein zeitweilig in den Medien stark beachtetes bildendes Kunstwerk. Es war eine Fahneninstallation des Schriftstellers an der Fassade der Kunsthalle Wien vom 7. bis zum 28. März 2005, die in Kooperation mit dem Wiener Literaturmärz, der Alten Schmiede Wien sowie MQ realisiert wurde und zum Teil heftige Reaktionen auslöste. Zaimoglu, der selbst angibt, dass Fahnen für ihn weniger Bedeutung hätten als ein leeres Blatt Papier, hängte die Fassade im Innenhof der Kunsthalle mit vierhundertzwanzig türkischen Fahnen zu. Die Installation wurde im Vorfeld des Literaturfestivals Islam und Abendland. Der Ursprung des Westens vorgestellt. Ihr Untertitel wurde mit Die dritte Türkenbelagerung? als Frage formuliert. Als Ziel gab der Künstler u. a. an, den Betrachtern unterschwellige Ängste zu dieser Thematik verdeutlichen zu wollen, ließ die Interpretation jedoch weitgehend offen. Kunsthallendirektor Gerald Matt sah in dem Projekt einen Beitrag zu den „kontroversen Debatten um die EU-Erweiterungsverhandlungen mit der Türkei“, deren politische, symbolische und ästhetische Herausforderungen auf diese Weise thematisiert würden. Die Kosten des steuerfinanzierten Fahnenprojekts beliefen sich auf 40.000 Euro. Die Berliner Zeitung berichtete, „die seit 1529, spätestens jedoch 1683 bis heute zutiefst traumatisierten Wiener“ seien durch die Aktion „schockiert“ worden. Heinz-Christian Strache von der rechtspopulistischen FPÖ äußerte sich darüber hinaus verärgert („Was wäre in der Türkei los, wenn etwa die Hagia Sophia mit österreichischen Fahnen eingepackt wird?“) und forderte die Verantwortlichen auf, das Projekt zu stoppen, da es Fremdenfeindlichkeit schüre. Bereits im Vorfeld wurde gegen die Aktion der später weiter verwendete Slogan Wien darf nicht Istanbul werden entwickelt. Auch die Forderung nach Absetzung des Kunsthallendirektors wurde laut. Robert Steinle vom Wiener Lloyd meinte, „vor dem Hintergrund aktueller Debatten in Österreich war es (…) ein Leichtes, die nötige öffentliche, oder sollte man sagen, unnötige Aufmerksamkeit zu erzielen. Die Rechnung des Provokateurs ist auf jeden Fall voll aufgegangen.“ Allerdings sei ein Beitrag zur Integration damit kaum erreicht worden. Der ORF schätzt hingegen rückblickend die Wirkung der Aktion anders ein: „Spätestens seit der Kunstaktion des türkisch-deutschen Autors und Künstlers Feridun Zaimoglu, der im Rahmen seines Projekts KanakAttack – Die dritte Türkenbelagerung? die gesamte Fassade des Kunsthallentraktes in Wien mit kleinen türkischen Fahnen schmückte, wurden die unterschwelligen Ängste der Menschen deutlich. Das Projekt sollte durch die massive symbolische Präsenz der türkischen Flagge vor allem darauf aufmerksam machen, dass bereits nicht nur mehr als 50.000 Mitbürger mit türkischem Migrationshintergrund in Wien leben, sondern dass diese Bevölkerungsgruppe auch den Wiener Alltag mitgestaltet; eine Tatsache, die oft verdrängt wird.“ Die Neue Zürcher Zeitung erkannte 2008 in der Aktion nachträglich auch eine zeithistorische Dimension: „Im Jahr (…) blühten an der Fassade der Wiener Kunsthalle 420 blutrote Fahnen mit dem türkischen Halbmond.“ Die dritte Türkenbelagerung nannte der deutschtürkische Schriftsteller Feridun Zaimoglu seine Installation. Prompt wurde dieser Mut mit der angemessenen Reaktion belohnt: Wien darf nicht Istanbul werden, lautete der Slogan einer FPÖ-Plakataktion. Besser hätte man die Gleichzeitigkeit der Epochen, die Gegenwart der Geschichte nicht zum Ausdruck bringen können.
In Zaimoglus Wohnort Kiel hatte eine ähnliche Aktion am dortigen Schauspielhaus Jahre zuvor übrigens keinerlei öffentliche Diskussion ausgelöst. Hierzu äußerte Zaimoglu: „Wien hat ja den historischen Feind in der Vergangenheit zu spüren bekommen. Der Turban-Osmane während der Türkenbelagerung ist nicht irgendein Kapitel in den Geschichtsbüchern, sondern im Volksbewusstsein sehr präsent. Insofern ist die Aktion eine Erweckung der guten und der bösen Geister. Jetzt reiben sich die Wiener die Augen und fragen sich: ‚Haben wir das alles getan, damit nun irgendein verrückter Deutsch-Türke daherkommt und die Insignien der feindlichen Macht aufhängt?‘“

## Einzelbelege
1. ↑  Kanak Attack (Memento vom 23. Februar 2008 im Internet Archive) im Dirk Jasper FilmLexikon
2. ↑  https://www.geisteswissenschaften.fu-berlin.de/we03/index.html
3. ↑  Ich bin ein Lokalpatriot. In: Falter 10/2005 vom 9. März 2005 (Memento vom 3. Januar 2009 im Internet Archive)